# Recuerdos (álbum de Los Vásquez)
Recuerdos es el tercer álbum de estudio del dúo chileno Los Vásquez. Se lanzó el 27 de diciembre de 2020 bajo la distribución de Sello Sur.

## Antecedentes y promoción
Tres años después del lanzamiento de su anterior álbum de estudio De sur a norte (2013), el dúo comenzó a publicar diversos sencillos que formarían parte de lo que sería su tercer álbum de estudio. El 14 de febrero de 2017, publican de manera simultánea los sencillos «Que más quisiera yo» y «Chao Chao» como celebración del día del amor. Al año siguiente, repiten un lanzamiento en simultáneos con «Sigo pensando en ti» y «Llorarei» y meses después publican «Ay mi amor». Como parte de la promoción, el dúo publicó en 2019 el sencillo «Yo te voy a amar», y más tarde en 2020 «Chica del sur» y «Voy a llorar». A finales de ese año, la agrupación publicó una semana antes del estreno de su tercer disco, «Mi eterno amor secreto», una versión del tema de Marco Antonio Solís.

## Lista de canciones
Créditos adaptados de Apple Music.

Todas las canciones escritas y compuestas por Italo y Enzo Vázquez, excepto donde se indique. 
| N.º | Título                                                 | Duración |  |
| 1.  | «Que más quisiera yo»                                  | 4:17     |  |
| 2.  | «Voy a llorar»                                         | 3:49     |  |
| 3.  | «Que pena»                                             | 3:04     |  |
| 4.  | «Llorarei»                                             | 3:12     |  |
| 5.  | «Mi eterno amor secreto» (Marco Antonio Solís)         | 3:29     |  |
| 6.  | «Sigo pensando en ti»                                  | 3:34     |  |
| 7.  | «Chica del sur»                                        | 3:24     |  |
| 8.  | «Que será»                                             | 3:27     |  |
| 9.  | «Ay mi amor»                                           | 3:24     |  |
| 10. | «Quiéreme» (Marco Antonio Solís)                       | 3:15     |  |
| 11. | «Te llamo»                                             | 3:29     |  |
| 12. | «Yo te voy a amar»                                     | 3:20     |  |
| 13. | «Chao chao»                                            | 3:09     |  |
| 14. | «Cumplimos otro año» (Con Caterina Gei, madre del dúo) | 4:29     |  |

## Historial de lanzamiento
| País   | Fecha                   | Formato                     | Discográfica | ref.  |
| ------ | ----------------------- | --------------------------- | ------------ | ----- |
| Varios | 27 de diciembre de 2020 | Descarga digital, streaming | Sello Sur    | [ 1 ] |